# 北海道乳業販売
北海道乳業販売株式会社（ほっかいどうにゅうぎょうはんばい）は、かつて東京都港区に本社を置いていた北海道乳業の関連販売会社である。

## 沿革
- 1965年 - 港区新橋2丁目に北海道乳業東京販売株式会社を開設
- 1985年 - 北海道乳業東京販売株式会社を北海道乳業販売株式会社に社名変更。北海道乳業株式会社各支店を北海道乳業販売株式会社に合併
- 1996年 - 大阪営業所開設
- 2004年 - 名古屋支店開設
- 2016年 - 北海道乳業に統合[1]

## 関連会社
- 北海道乳業